# PGF/TikZ
PGF/TikZ est une combinaison de deux langages informatiques pour la création de graphiques vectoriels. PGF est un langage de bas niveau, tandis que TikZ est un ensemble de macros qui fournit une syntaxe plus simple comparée à celle de PGF. Ils ont été créés en 2005 par Till Tantau, qui est aussi le développeur principal de l'interpréteur, écrit en TeX, de PGF et de TikZ. PGF est le sigle de Portable Graphics Format, tandis que TikZ est un acronyme récursif de TikZ ist kein Zeichenprogramm (« TikZ n'est pas un programme de dessin »).
L'interpréteur de PGF/TikZ peut être utilisé depuis les paquets LaTeX et ConTeXt. Les fonctionnalités de TikZ sont comparables à celles de PSTricks, cependant TikZ prend en charge le format PostScript ainsi que le format PDF mais ne peut utiliser certaines fonctionnalités avancées de PostScript.
Plusieurs programmes de création de graphiques vectoriels comme GeoGebra, Inkscape, Blender, MATLAB ou R permettent d'exporter leur fichiers au format PGF/TikZ. Il existe aussi des éditeurs du type WYSIWYG, tels que KtikZ, qui permettent un visionnage en direct de ce que la compilation donne. Des bibliothèques additionnelles permettent de réaliser des schémas particuliers, par exemple en sciences de l'ingénieur.
La plupart des développements ont été réalisés par Till Tantau jusqu'en 2018,.